# Mia Ikumi
Mia Ikumi (征海未亜 Ikumi Mia?) (Osaka, 27 de marzo de 1979 - 7 de marzo de 2022) fue una mangaka e ilustradora japonesa. 
Su primera historia de manga, The Sleeping Princess of Berry Forest, fue escrita cuando solo tenía 18 años. Es conocida por su obra Tokyo Mew Mew, una serie de manga que creó junto a Reiko Yoshida. 
Falleció el 7 de marzo tras sufrir una hemorragia subaracnoidea.

## Trabajos
- Tokyo Mew Mew à la Mode
- Tokyo Black Cat Girl
- Repure (2004)
- The Wish That Surpasses Every Request
- Girl's Fight
- The Sleeping Beauty of Strawberry Forest (1997)
- Bunnies Dropping Stars (translated as Rabbit Starfall by Tokyopop) (1998)
- Super Doll Licca-chan (1999)
- Tokyo Mew Mew (art) (2000-2003)
- Only One Wish (2005)
- Koi Cupid (2005-2008)
- Tokyo Mew Mew Re-Turn (2020)